# Pevafersa
Pevafersa fue una empresa privada dedicada al sector de las energías renovables, principalmente a la energía solar, fundada en 1997 en Toro, Zamora, España.
Se trataba de una de las empresas más importantes del sector de las energías renovables, concretamente la octava a nivel mundial.
Entró en concurso de acreedores el 21 de julio de 2011, según auto n.º 346/2011 del Juzgado de 1ª Instancia e Instrucción N.º 2 de Zamora. Pasó a fase de liquidación desde el 25 de mayo de 2012, y fue aprobado el plan de liquidación el 14 de septiembre de 2012.
En abril de 2019 la compañía china National Building Material anunció la compra de las instalaciones de Pevafersa, con el objetivo de utilizarlas para construir paneles para viviendas prefabricadas.